# Lepidium apetalum
Lepidium apetalum là một loài thực vật có hoa trong họ Cải. Loài này được Willd. mô tả khoa học đầu tiên năm 1800.